# Lestes uncifer
Lestes uncifer är en trollsländeart som beskrevs av Karsch 1899. Lestes uncifer ingår i släktet Lestes och familjen glansflicksländor. IUCN kategoriserar arten globalt som livskraftig. Inga underarter finns listade i Catalogue of Life.